# Liste bekannter Palynologen, Palynomorphologen und Paläobotaniker
Die Palynologie und Palynomorphologie sind interdisziplinäre Zweige der Archäologie, die aus der Biologie, der Botanik und Paläobotanik, sowie der Geologie hervorgegangen sind und sich häufig mit den Wissenschaftsbereichen der Dendrologie, Dendrochronologie und Dendroarchäologie überschneiden und sich schwerpunktmäßig der Sporen- und Pollenanalyse widmen. Als interdisziplinäre Forschungszweige werden hier solche Palynologen, Palynomorphologen und Paläobotaniker verzeichnet, die in ihrem Fach für dieses Gebiet habilitiert wurden, als Autoren relevant sind, oder andere bedeutende Beiträge zur Palynologie, Palynomorphologie und Paläobotanik geleistet haben. Fachfremde, sowie Amateure und Autodidakten und andere für die Palynologie und Palynomorphologie bedeutende Personen, die jedoch nicht als Wissenschaftler oder palynologische, palynomorphologische oder paläobotanische Fachleute angesehen werden, finden sich am Ende in einem gesonderten Abschnitt verzeichnet.

## A
- Kathleen Francis Adams (Vereinigtes Königreich, 1909–2005)

## B
- Hermann Behling (Deutschland)
- Karl-Ernst Behre (Deutschland, * 1935)
- Karl Bertsch (Deutschland, 1878–1965)
- Hans-Jürgen Beug (Deutscher, 1932–2022)
- Hilary Birks, britische Botanikerin und Paläoökologin
- John Birks (* 1945), britischer Botaniker und Paläoökologe
- Walter Broche (Deutschland)
- Friedrich Broihan (Deutschland, 1912–1990)
- Hermann Budde (Deutschland, 1890–1954)
- Kurd von Bülow (Deutschland, 1899–1971)

## C
- Pavle Ivanovič Černjavski (Russland/Jugoslawien, 1892–1969)
- Linda Scott Cummings (Vereinigte Staaten)

## D
- Wladimir Semenovič Dokturowsky (Russland, 1884–1935)
- Rudi Dorohow (Deutschland)
- Lydie M. Dupont (Belgien)

## E
- Gunnar Erdtman (Schweden, 1897–1973)

## F
- Elske Fischer (Deutschland, * 1967)
- Franz Firbas (Deutschland, 1902–1964)
- Burkhard Frenzel (Deutschland, 1928–2010)
- Hedwig Frenzel (Deutschland, 1900–1967)

## H
- Christine Ann Hastorf (Vereinigtes Königreich, * 1950)
- Herbert-Lothar Heck (Deutschland, 1904–1967)
- Maria Hopf (Deutschland, 1914–2008)
- Harold Augustus Hyde (Vereinigtes Königreich, 1892–1973)

## I
- Johannes Iversen (Dänemark, 1904–1971)

## J
- Otto Jaag (Schweiz, 1900–1978)
- Stefanie Jacomet (Schweiz, * 1952)
- Reinhold Jahn (Deutschland)
- Susanne Jahns (Deutschland)
- Knud Jessen (Dänemark, 1884–1971)

## K
- Arie J. Kalis (Niederlande)
- Sabine Karg (Deutschland/Dänemark, * 1961)
- Wiebke Kirleis (Deutschland, * 1970)
- Paul Keller (Schweiz, 1904–1965)
- Karl-Heinz Knörzer (Deutschland, 1920–2009)
- Udelgard Körber-Grohne (Deutschland, 1923–2014)
- Angela Kreuz (Deutschland)
- Helmut Johannes Kroll (Deutschland, 1948–2024)
- Hansjörg Küster (Deutschland, 1956–2024)

## L
- Elsbeth Lange (Deutschland, 1928–2009)
- Jutta Lechterbeck (Deutschland, * 1969)
- Alfred Lorenz (Deutschland)
- Hubert Losert (Deutschland)

## M
- Ursula Maier (Deutschland)
- Jutta Meurers-Balke (Deutschland, * 1949)
- Inge Müller (Deutschland, † 1946)
- Karl Otto Münnich (Deutscher, 1925–2003)

## N
- Katharina Neumann (Deutschland)

## P
- Deborah Marie Pearsall (Vereinigte Staaten, * 1950)
- Dolores R. Piperno (Vereinigte Staaten, * 1949)
- Virginia S. Popper (Vereinigte Staaten)
- Lennart von Post (Schweden, 1884–1951)

## R
- Manfred Rösch (Deutschland, * 1952)
- Irwin Rovner (Vereinigte Staaten, * 1941)
- Hanna Resvoll-Holmsen (Norwegen, 1873–1943)

## S
- Heike Scheider (Deutschland)
- Frank Schlütz (Deutschland, * 1966)
- Dominicus Schröder (Deutschland, 1886–1968)
- Rudolf Schütrumpf (Deutschland, 1909–1986)
- Paul Bigelow Sears (Vereinigtes Königreich, 1891–1990)
- Lyudmila Shumilovskikh (Russin)
- Wilhelm Silbersdorff (Deutschland)
- Kurt Steinberg (Deutschland, 1913–1942)
- Uno Sundelin (Schweden, 1886–1926)

## V
- Gerard J.M. Versteegh (Niederlande)

## W
- Sophie Warny (Belgien, USA, *1969)
- Carl Albert Weber (Deutschland, 1856–1931)
- Emil Werth (Deutschland, 1869–1958)
- Ulrich Willerding (Deutschland, 1932–2021)
- David A. Williams (Vereinigtes Königreich)

## Fachfremde und Nichtwissenschaftler
- Alexander von Humboldt (Deutscher, 1769–1859)
- Peter Rowley-Conwy (Vereinigtes Königreich, * 1951)